# Vida extraterrestre
- La búsqueda de planetas extrasolares (imagen: telescopio Kepler)
- Escuchar señales extraterrestres que indican inteligencia (imagen: Allen Telescope Array)
- Exploración robótica del Sistema Solar (imagen: Curiosity rover en Marte)

El término vida extraterrestre se refiere al hipotético tipo de vida que pueda existir fuera del Planeta Tierra y que no se haya originado en él. 
Tal vida puede variar desde simples procariotas (o formas de vida) hasta seres con civilizaciones mucho más avanzadas que la humanidad.  La ecuación de Drake especula sobre la existencia de vida inteligente en otras partes del universo. La ciencia de la vida extraterrestre en todas sus formas se conoce como astrobiología.
Una porción creciente de la comunidad científica se inclina a considerar que pueda existir alguna forma de vida extraterrestre en lugares donde las condiciones sean propicias, aunque generalmente se considera que probablemente tal vida exista solo en formas básicas. Una hipótesis alternativa es la panspermia, que sugiere que la vida podría surgir en un lugar y después extenderse entre otros planetas habitables. Estas dos hipótesis no son mutuamente excluyentes. Se especula con formas de vida extraterrestre que van desde bacterias, que es la posición mayoritaria, hasta otras formas de vida más evolucionadas, que puedan haber desarrollado inteligencia de algún tipo. La disciplina que estudia la viabilidad y posibles características de la vida extraterrestre se denomina exobiología. 
Debido a la falta de pruebas a favor o en contra, cualquier enfoque científico del tema toma siempre la forma de conjeturas y estimaciones. Aunque cabe mencionar que el tema posee también una gran cantidad de teorías informales y paracientíficas, que exceden con facilidad los criterios de cualquier epistemología científica, por ejemplo, haciendo afirmaciones infalsables según el criterio de Popper, y son por tanto consideradas seudociencias.

## Bioquímica universal
Toda la vida en la Tierra requiere de elementos químicos, hidrógeno, oxígeno, carbono, nitrógeno, azufre, fósforo, así como de otros muchos en menores cantidades, como ciertos minerales; requiere además de agua líquida como solvente en el cual las reacciones tienen lugar. Cantidad suficiente de carbono y demás elementos constituyentes de la vida, junto con el agua, harían posible la formación de organismos vivientes en otros planetas con una química, presión y temperatura similares a las de la Tierra. Como la Tierra y otros planetas están hechos de "polvo estelar", es muy probable que otros planetas se hayan formado con semejante composición de elementos químicos que los terrestres.
La combinación de carbono y agua en la forma de carbohidratos, como el azúcar, puede ser una fuente de energía química de la que depende la vida, mientras que a la vez provee elementos de estructura y codificación genética[cita requerida]. 
El agua pura es útil, pues tiene un pH neutro debido a la continuada disociación entre sus iones de hidronio e hidróxido. Como resultado, puede disolver ambos tipos de iones, positivos (metálicos) y negativos (no metálicos) con igual habilidad.
Debido a su relativa abundancia y utilidad en el sostenimiento de la vida, muchos han hipotetizado que todas las formas de vida, donde quiera que se produzcan, se valdrían también de estos materiales básculas . Aun así, otros elementos y solventes pueden proveer una cierta base de vida. 
Se ha señalado al silicio como una posible bioquímica alternativa al carbono; basadas en este elemento, se han propuesto formas de vida con una morfología cristalina, teóricamente capaces de existir en condiciones de alta temperatura, como en planetas que orbiten muy cercanos a su estrella.
También se han sugerido formas de vida basadas en otros solventes, pues existen compuestos químicos capaces de mantener su estado líquido en diferentes rangos de temperatura, ampliando así las zonas habitables consideradas viables. Así por ejemplo, se estudia el amoníaco como solvente alternativo al agua. La vida en un océano de amoníaco podría aparecer en un planeta mucho más lejano a su estrella.
Técnicamente, la vida es básicamente una reacción que se replica a sí misma, por lo que bajo esta simple premisa podría surgir la vida bajo una amplia gama de condiciones e ingredientes diferentes, si bien la vía carbono-oxígeno parece la más óptima y conductiva. Existen incluso teorías sobre reacciones autorreplicantes que podrían ocurrir en el plasma de una estrella, aunque este sería un tipo de vida altamente extremo y nada convencional.

## Literatura mundial
Hubo un cambio dramático en el pensamiento con la invención del telescopio y el heliocentrismo. Una vez que quedó claro que la Tierra era meramente un planeta entre innumerables cuerpos en el universo, la teoría de vida extraterrestre comenzó a convertirse en un tema en la comunidad científica. Uno de los primeros fue el filósofo italiano Giordano Bruno, que argumentó en el siglo XVI que para un universo infinito en el cual todas las estrellas estuvieran rodeadas de su propio sistema planetario, habría otros mundos con "no menos virtud ni una naturaleza distinta a la de nuestra tierra" y, como la Tierra, "contienen animales y habitantes".
La posibilidad de vida extraterrestre era una trivialidad del discurso educado durante el siglo XVII, aunque en el poema El paraíso perdido (1667) Milton empleó cautelosamente este tema cuando el ángel sugiere a Adán la posibilidad de vida en la Luna:
| Her spots thou seest As clouds, and clouds may rain, and rain produce Fruits in her softened soil, for some to eat Allotted there; and other Suns, perhaps, With their attendant Moons, thou wilt descry, Communicating male and female light, Which two great sexes animate the World, Stored in each Orb perhaps with some that live. | Sus huellas has visto así como nubes, y las nubes lloverán y lluvia producirán frutos en su suelo ablandado, para algunos que los consumirán asignados allí; junto con otros soles, quizás, con sus lunas acompañantes, se marchitarán, comunicando sus luces masculina y femenina, cual dos grandes sexos que animan al mundo, albergados en cada Orbe quizás con algunos que viven. |

Fontenelle expandió la esfera creativa del Creador, en lugar de negarla, en su obra Conversaciones sobre la pluralidad de los mundos. Y en La excursión" (1728), David Mallet exclamó: "Diez mil mundos resplandecen; cada uno con su carga / de mundos poblados".
En la literatura, otro ejemplo sería El otro mundo: las sociedades y gobiernos de la Luna, del poeta Cyrano de Bergerac, donde las sociedades extraterrestres se presentan como parodias humorísticas o irónicas de la sociedad terrena.
En 1752, Voltaire publica el cuento corto Micromegas, que avanza muchas de las nociones que luego se ven expresadas de forma recurrente en la ciencia ficción incipiente y contemporánea. En particular, la idea de que los alienígenas pueden viajar entre las estrellas y venir a la Tierra (hasta llega a sugerir cierta propulsión luminosa, análoga a una vela solar), y que son distintos a los humanos de forma fundamental (en este caso, en tamaño, tiempo de vida y cantidad de sentidos).
El género de la ciencia ficción se desarrolla durante el siglo XIX con Julio Verne  en Alrededor de la Luna (1870), que ofrece una discusión sobre la posibilidad de vida en la Luna, pero con la conclusión de que es estéril, y La guerra de los mundos, de  H. G. Wells (1898), con la idea popular de la "invasión marciana” y de la imposible colonización a causa de la existencia de microorganismos diferenciados en cada mundo.

## Enfoques científicos sobre la vida extraterrestre
Debido a que es un fenómeno que por el momento permanece esencialmente fuera del alcance de la ciencia (al no disponer de datos, y por tanto de la posibilidad de experimentar y refutar las hipótesis), no existe una disciplina "formal" que estudie la vida extraterrestre, ni ningún currículo académico que forme expertos en ello. Aquellos que se han aproximado al tema de manera científica son por lo general expertos en áreas diversas, que por interés meramente personal han elaborado hipótesis sobre las posibilidades de vida en otros mundos, y han compartido sus puntos de vista a través de algún medio. Pese a ello, ha surgido una enorme cantidad de trabajos y publicaciones serias sobre el tema, de modo que puede hablarse de una cuasi-ciencia dedicada a estudiar y teorizar sobre este fenómeno, a pesar de la ausencia de pruebas. La protociencia que estudia la vida extraterrestre se llama exobiología o astrobiología, y esencialmente se dedica a especular sobre los límites en los que, según nuestros conocimientos científicos, podría darse la vida.

### Preguntas y argumentos
Hay muchas preguntas acerca de cómo puede ser la vida extraterrestre, para las que la ciencia todavía no tiene respuesta, como por ejemplo:
- ¿Cuál es la probabilidad de que la vida evolucione, y hasta qué nivel de complejidad (unicelular, pluricelular, inteligente, tecnológicamente avanzada)?
- ¿Qué condiciones requiere la evolución de la vida?

Y otras que hasta ahora generaban dudas como:
Podría no estar basada en el carbono? (por ejemplo, ¿estar basada en el silicio?
Se ha demostrado que el silicio no permitiría formas de vida complejas y menos que sean proclives a evolucionar.
Los detractores de la idea de que pueda existir vida extraterrestre indican que no es científico hipotetizar sobre hechos no conocidos o probados, tales como formas de vida que no se basen en el carbono, ecosistemas avanzados que no sean ricos en gases hormonales, o planetas con biosferas significativamente distintas a la de la propia Tierra (temperatura media, tipo de estrella que orbitan, satélites, geología, etc.).[cita requerida]

### Principio de mediocridad
Debido a que el único ejemplo de vida que conocemos en el universo es la vida en el planeta Tierra, los que se interesan en el tema siguiendo un enfoque racional suelen seguir el principio científico de mediocridad, al afirmar que la vida en el planeta Tierra no es un caso especial, y por lo tanto la vida como la conocemos puede ser considerada un ejemplo típico de lo que la vida sería en todas partes. Esta presunción es relevante, pues determina fuertemente las acciones que emprenden los que buscan probar científicamente la existencia de la vida fuera de la Tierra.
Dicho principio de mediocridad, pese a su estatuto de conjetura, permite aventurar algunas predicciones sobre los posibles atributos de la vida extraterrestre. En particular, se admite que existen atributos universales de la vida. Por ejemplo, se acepta que la evolución darwiniana es universalmente válida, y que toda potencial criatura viviente debería sus características a un proceso de selección natural, tanto en la Tierra como en cualquier otro lugar del universo.
Existen otros atributos o características cuasi-universales en las especies que, al repetirse sucesivamente de diferentes formas en diferentes especies en la biosfera terrestre —un proceso caracterizado como evolución convergente—, se consideran como altamente probables en una hipotética biosfera alienígena. Entre estas características cabe destacar la aparición de los sentidos, las extremidades adaptadas para diferentes medios y, muy probablemente, la fotosíntesis cuando hablemos del reino vegetal.
En este sentido, existe una gran diversidad de formas que podría adoptar la vida extraterrestre. Existen otros atributos más particulares que muchas veces se dan por sentados, pero que según los expertos, al no responder mejor que otros a una necesidad evolutiva y no darse en todas las especies presentes en un mismo hábitat, pueden variar o no existir, como por ejemplo órganos como la mano humana, o una posición de ojos, nariz y boca similares a la humana. También hay otros atributos, entre ellos por ejemplo el esqueleto, que aunque se consideran una necesidad para criaturas de cierta talla, podrían ser muy diferentes a lo que conocemos. Así por ejemplo la columna vertebral sería una invención terrestre, ya que no se presenta en todos los organismos del planeta Tierra.
Los detractores de esta hipótesis de la evolución convergente indican que para que ésta exista deben darse, entre otros factores, condiciones medioambientales muy similares que por estadística es muy difícil que ocurran, ya que no se conoce la existencia de planetas con biosferas significativamente similares a la de la Tierra.

### Hipótesis de la Tierra especial
En contraposición al principio de mediocridad, están los que afirman que la vida en la Tierra no es un caso mediocre, y que las condiciones necesarias para su aparición son tan únicas y particulares que bien puede ser posible que existan muy pocas, o incluso solo un planeta con vida en el universo: la Tierra.
Los defensores de esta hipótesis alegan que la vida en la Tierra, y en particular la vida humana, parecen depender de una larga y extremadamente afortunada cadena de eventos y circunstancias, que bien podrían ser irrepetibles incluso en la escala cósmica. Por ejemplo, se menciona con regularidad que sin una Luna tan grande como la que tiene la Tierra, el planeta tendería a presentar una precesión mucho más importante, cambiando drásticamente de inclinación en su rotación y afectando así de manera caótica el clima y, muy posiblemente, imposibilitando la vida como la conocemos.
Se mencionan también otras aparentes casualidades afortunadas, como el hecho de que el Sol esté en un lugar de la Vía Láctea relativamente libre de supernovas, en contraposición al centro galáctico, o que el Sol es del tamaño justo para dar energía suficiente, y durar lo suficiente, como para que la vida haya aparecido.
Otra positiva casualidad para la vida en la Tierra es la existencia de un planeta del tamaño de Júpiter, como apuntan los autores del libro Rare Earth, en una órbita estable, casi circular y a la distancia suficiente de la Tierra para atrapar numerosos cometas y asteroides que, de otro modo, terminarían impactando con el planeta, arruinando todo tipo de vida incipiente. Esas, entre muchas otras casualidades, separadamente pueden parecer triviales, pero juntas convierten a la Tierra en un lugar cósmicamente especial.
Sin embargo, desde fines del siglo XX, y producto de nuevos descubrimientos, tales como la existencia de moléculas orgánicas en el espacio, la presunta existencia de un océano de agua líquida en Europa, o el demostrado hecho de que los planetas extrasolares son relativamente comunes, y de que por tanto algunos de ellos podrían presentar condiciones factibles para la vida, han hecho que esta hipótesis ya no sea compartida por buena parte de la comunidad científica.

### Otras teorías
La panspermia es la teoría que sostiene que la vida en la Tierra proviene del espacio, especulando que la vida llegó de otros cuerpos celestes (quizás de planetas extrasolares) en forma de esporas, viajando en meteoros y polvo cósmico que serían arrojados al espacio por choques meteóricos. Existe una variante de esta teoría, que afirma que la vida es estrictamente originaria del sistema solar, pero que sí se difundió a la Tierra (o incluso, desde la Tierra hacia otros cuerpos) a través de esporas en meteoros; a esta teoría se le llama transpermia. Sin embargo y aceptando, por supuesto, la validez de las precitadas teorías, es preciso no perder de vista otro enfoque científico de la vida extraterrestre: su búsqueda mediante las señales de radio provenientes del espacio profundo. Durante los últimos meses, se ha dicho y escrito bastante sobre la captación de  señales que provienen, supuestamente, de galaxias extremadamente lejanas. No obstante, es necesario esperar a que, mediante la Metodología de la Investigación Científica, se niegue o, bien, se corrobore que dichas señales son reales. 
La especulación sobre las posibles formas de vida extraterrestres, especialmente las inteligentes, así como sus posibles civilizaciones y relaciones con los seres humanos han sido y son tratadas también por la ciencia ficción y la ufología.

## Búsqueda de vida extraterrestre
Los científicos buscan vida extraterrestre principalmente de tres maneras:
- Búsqueda directa, es decir, la observación de vida microbiana o de cualquier tipo en los cuerpos celestes que la humanidad llegue a visitar.
- Detección indirecta, o la detección de características o marcas distintivas de la vida en cuerpos celestes a través de telescopios avanzados.

### Búsqueda directa

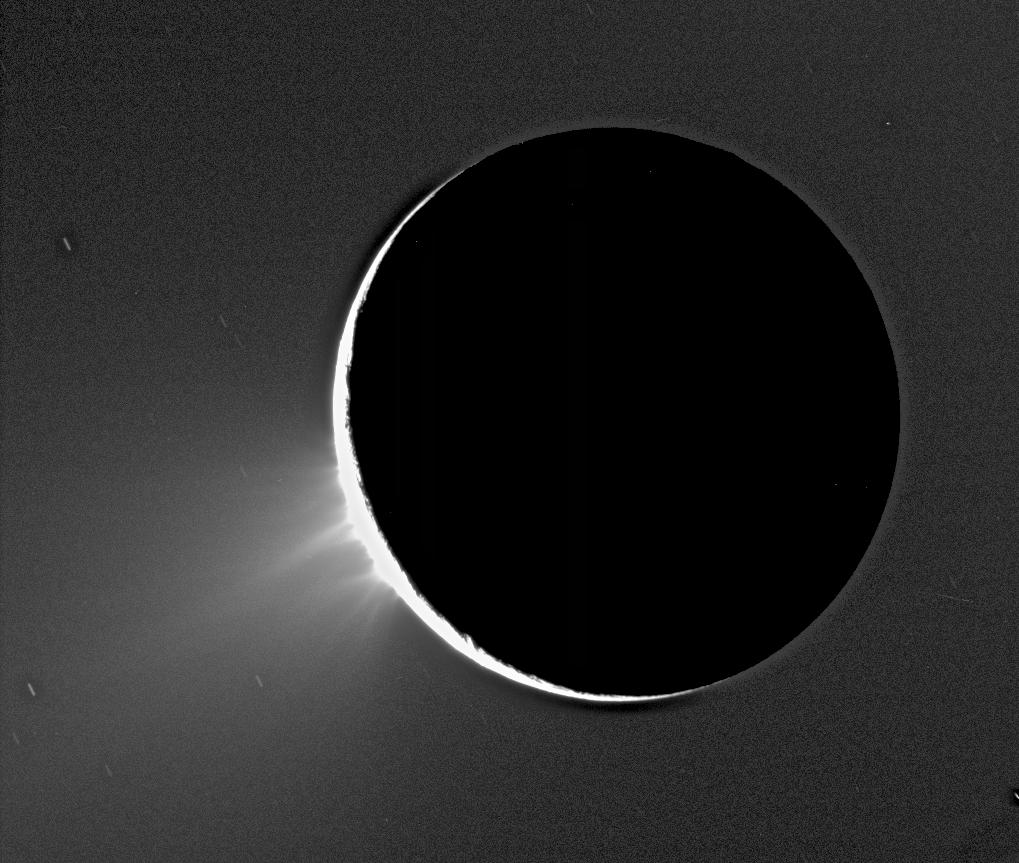
Fuentes de Encélado; imagen obtenida por Cassini/Huygens

Debido a que, en la práctica, los únicos cuerpos celestes que el ser humano puede visitar son los de nuestro sistema solar, la búsqueda directa de vida extraterrestre se ha limitado a dicho sistema; principalmente a la búsqueda de vida microscópica, ya sea fósil o activa. Sin embargo no todos los cuerpos del sistema solar se consideran aptos para la presencia de vida. Actualmente se considera como posibles objetivos de búsqueda a:
- Marte, idea respaldada por las teorizadas similitudes pasadas y presentes entre la Tierra y ese planeta: principalmente la ya confirmada presencia de agua en abundancia y de una densa atmósfera en el pasado remoto. Estos hechos, y la cercanía relativa de Marte, han causado que sea el cuerpo celeste más explorado por la astrobiología: ya se ha estado buscando evidencia de actividad biológica en Marte durante las misiones Viking 1 y Viking 2 de la NASA, con resultados ambiguos pero por lo general considerados como negativos. Hay fuertes controversias sobre estas evidencias de existencia de vida microbiana en Marte. Un experimento de los aterrizadores marcianos Viking informó de emisiones de gas desde el caliente suelo marciano, que algunos arguyen son coherentes con la presencia de microbios. Sin embargo, la carencia de evidencias o de corroboración mediante otros experimentos en los aterrizadores marcianos Viking sugiere que una reacción no biológica es la hipótesis más acertada.

- Meteoritos provenientes de Marte que han caído en la Tierra: debido a la cercanía relativa entre Marte y la Tierra y la baja gravedad marciana, se acepta como un hecho que ciertos meteoros son rocas marcianas eyectadas por choques meteóricos mayores, que tras vagar durante millones de años en el espacio, chocan por azar contra nuestro planeta. El 6 de agosto de 1996, expertos de la NASA revelaron públicamente que un meteorito de ese tipo llamado ALH84001, encontrado en la Antártida, mostraba evidencias de una posible actividad biológica microscópica; en particular, restos parecidos a bacterias fosilizadas. Este estudio ha sido ampliamente debatido y criticado en sus conclusiones, manteniéndose hasta el día de hoy en la polémica.

- La luna de Júpiter, Europa: desde el paso de las misiones Voyager 1 y Voyager 2 se cree que Europa tiene un océano de agua líquida de varios kilómetros de profundidad, bajo el hielo que cubre su superficie. Debido al hecho comprobado que las fuerzas de marea y la resonancia orbital provocan el calentamiento de Io (la luna mayor más cercana a Júpiter), originando vulcanismo, se cree que Europa presentaría similar actividad volcánica, al ser la segunda en distancia justo después de Io. Por tanto, se cree que podría haber fuentes de calor y vertidos de sustancias químicas en dicho océano. En la Tierra se conocen ejemplos de ecosistemas abisales que dependen de la actividad geotérmica para su subsistencia, de modo que dicha posibilidad en Europa no puede excluirse, llevando incluso a expertos a proponer una misión no tripulada a Europa, consistente en una sonda de alunizaje y un submarino robótico capaz de penetrar la gruesa capa de hielo.[5] Dicha misión no se encuentra actualmente en los planes de ninguna agencia espacial, y de concretarse, se realizaría varias décadas en el futuro.

- La luna Encélado de Saturno. Durante la misión Cassini-Huygens de la NASA y ESA se descubrió que Encélado eyecta grandes cantidades de agua al espacio a través de enormes géiseres, revelando la presencia de un activo criovulcanismo y una muy alta posibilidad de reservorios de agua líquida bajo la superficie helada. Encélado es una sorpresa para la astrobiología y la planetología, pues nadie esperaba encontrar tal actividad en una luna tan pequeña; pero ahora los expertos consideran que podría ser incluso más factible que Europa como lugar de búsqueda de vida, pues se cree que sus capas de hielo superficial son mucho más delgadas, haciendo más fácil acceder al agua subterránea. El hecho conocido de que agua escapa al espacio exterior es una evidencia de ello.

### Búsqueda indirecta

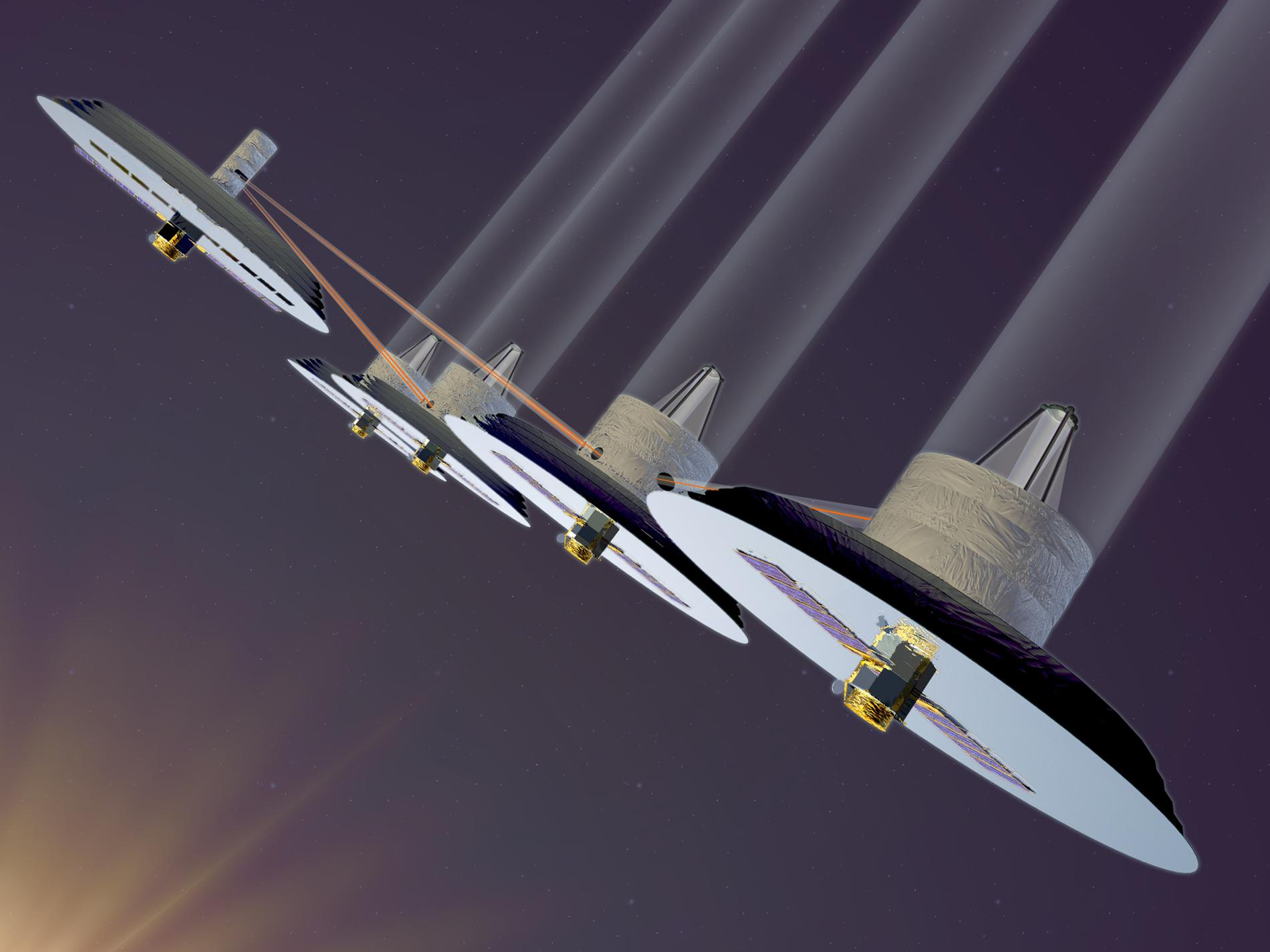
Terrestrial Planet Finder - Un proyecto de telescopio espacial dedicado a fotografiar planetas extrasolares.

Debido a la recientemente adquirida capacidad para detectar planetas extrasolares o exoplanetas orbitando estrellas distintas a nuestro Sol, entre la comunidad astronómica se ha generado un fuerte interés en descubrir mundos comparables en tamaño y propiedades a la Tierra; planetas que apenas empiezan a ser detectados. También hay un fuerte interés en la posibilidad de observar realmente tales mundos usando telescopios mucho más perfeccionados que los disponibles actualmente.
Hasta la fecha solo hay un ejemplo de observación directa de un planeta extrasolar (véase GQ Lupi); y aunque empieza a ser posible detectar planetas de tamaño equivalente a la Tierra (véase Gliese 876) en otro sistemas, obtener fotografías de ellos todavía no es posible, debido a que los instrumentos disponibles no son lo suficientemente sensibles para separar el enorme brillo de la estrella del de sus planetas.
Eso puede cambiar en un futuro cercano, cuando telescopios como el Terrestrial Planet Finder de la NASA o el proyecto Darwin de la ESA entren en funcionamiento.
Entre las funciones de tales dispositivos está la de obtener fotografías de los planetas, y detectar propiedades fundamentales de los mismos, como su temperatura, o la presencia o ausencia de atmósfera, así como detalles sobre su composición (mediante espectroscopia).
Existen quienes creen que tales métodos permitirían detectar mundos paralelos donde existan procesos biológicos comparables a los presentes en la Tierra. La idea está respaldada por el hecho de que la luz que refleja nuestro planeta lleva consigo "marcas" que revelan la presencia de la vida; por ejemplo, la presencia de un alto nivel de oxígeno, y ciertas variaciones del espectro infrarrojo, que revelan la presencia de vegetación. 
Desde luego, tales métodos de detección asumen que la vida en la Tierra es un caso mediocre, y que las características de la luz reflejada por la Tierra son compartidas por todos los casos. Este método de detección tiene la ventaja de permitir la detección de mundos con vida primitiva (y que no transmiten ondas de radio como lo espera el SETI), con la condición de que dicha vida haya modificado la atmósfera, de manera análoga a como la vida ha cambiado la atmósfera terrestre desde su aparición.